# Itihâsa

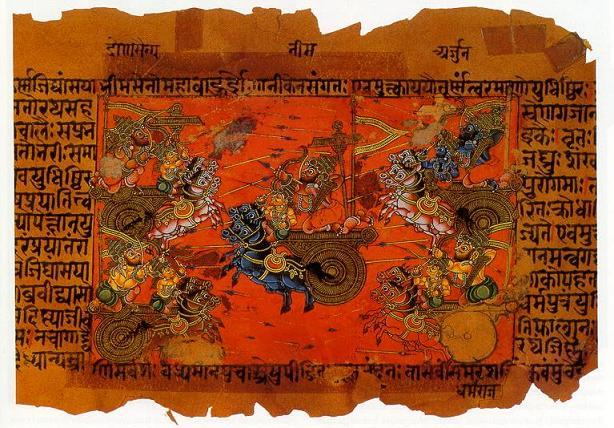
Mahabharata.

Itihāsa (devanāgarī : इतिहास) est le nom donné dans plusieurs langues indiennes aux textes historiques. En sanskrit, le terme désigne plus particulièrement les deux grandes épopées de l'hindouisme, le Mahābhārata et le Râmâyana. Il est composé de iti (ceci), - ha (en effet, ainsi) et - asa (fut), ce qui peut se traduire par « il en fut ainsi ».
D'autres textes sont parfois inclus dans cette catégorie, par exemple les Purāṇa, considérés soit comme des itihâsa, soit comme des « chroniques anciennes », antérieures aux épopées.